# Feketeerdő
Feketeerdő là một thị trấn thuộc hạt Győr-Moson-Sopron, Hungary. Thị trấn này có diện tích 6,74 km², dân số năm 2010 là 535 người, mật độ 79 người/km².